# Пфаффеншлаг-бай-Вайдгофен-ан-дер-Тая
Пфаффеншлаг-бай-Вайдгофен-ан-дер-Тая (нім. Pfaffenschlag bei Waidhofen an der Thaya) — громада  (нім. Gemeinde)  в Австрії, у федеральній землі  Нижня Австрія.
Входить до складу округу Вайдгофен-ан-дер-Тая. Населення становить 920 осіб (станом на 31 грудня 2013 року). Займає площу 29 км². 35,58 відсотків площі зайнято лісами. Перша згадка — 1112.
Назва «Пфаффеншлаг-бай-Вайдгофен-ан-дер-Тая» — рекордна, німецькою цей ойконім складається з 39 символів, а українською — з 37 (за правилами назва пишеться через тире).

## Розташування
| Еггерн          | Гаштерн                   |                      |
| Гайденрайхштайн | Розташування              | Тая                  |
|                 | Вайдгофен-ан-дер-Тая-Ланд | Вайдгофен-ан-дер-Тая |

## Населення
За результатами перепису 2001 року налічувалося 980 жителів. 1991-го — 970 жителів, в 1981 році — 1071, в 1971 році — 1193 житель. Рівень зайнятості в 2001 році склав 44,38 відсотка. Найбільшим роботодавцем Пфаффеншлагу є WEB Windenergie.